# Bolków-Zdrój
Bolków-Zdrój (niem. Wiesau oraz Bad Wiesau) – przysiółek wsi Stare Rochowice w Polsce, położony w województwie dolnośląskim, w powiecie jaworskim, w gminie Bolków, na pograniczu Pogórza Kaczawskiego i Pogórza Wałbrzyskiego w Sudetach.
Przez przysiółek przepływa potok Rochowicka Woda.
W latach 1975–1998 przysiółek administracyjnie należał do województwa jeleniogórskiego.

## Nazwa
W kronice łacińskiej Liber fundationis episcopatus Vratislaviensis (pol. Księga uposażeń biskupstwa wrocławskiego) spisanej za czasów biskupa Henryka z Wierzbna w latach 1295–1305 miejscowość wymieniona jest w zlatynizowanej formie Pratum.
Obecna nazwa została administracyjnie zatwierdzona 7 maja 1946.

## Historia
Pierwsze wzmianki o wsi pochodzą z 1305 r. Do 1401 r. na obszarze zdroju miała być pozyskiwana sól. Pierwsze wzmianki o wodach mineralnych w tym miejscu pochodzą z XV wieku. Woda ta była wykorzystywana w celach leczniczych przez cystersów z opactwa w Krzeszowie, którzy byli właścicielami wsi. Po sekularyzacji zakonu w 1810 r. przez władze pruskie w 1811 r. wodę badał asesor leczniczy Günther z Wrocławia. W 1851 r. ziemie te przeszły w ręce prywatne, dzierżawcy okolicznych dóbr Merza. W 1851 r. po uzyskaniu zezwoleń wykonano nowy odwiert. Od tego czasu źródło zyskało nazwę Źródło Jadwigi. Wybudowano wtedy dom kąpielowy i dwa domy gościnne, drugi dom gościnny znajdował się we wsi. W latach 1860–1870 dr Sintenis (lekarz powiatowy) za fundusze uzyskane od rządu w Legnicy buduje szyb z piaskowca.
W tym samym czasie w pobliżu powstały drewniane łazienki i pijalnia wody mineralnej (funkcjonowała do 1918 r.). Istniał też archaiczny zakład leczniczy, w kotle nagrzewano wodę, następnie rozlewano ją do sześciu cynkowych wanien. Miejscowość funkcjonowała jako niewielkie uzdrowisko pod nazwą Bad Wiesau. W latach 30. zakład ten został opuszczony, a całość popadła w ruinę. Do 1935 r. teren ten dzierżawił radca urzędowy Mertz.
Przed II wojną światową była tutaj także nieistniejąca już dziś wieś Wiesau, obejmowała ona pierwsze zabudowania Starych Rochowic i obszar w obrębie zdroju św. Jadwigi. Kuracje wodą źródlaną funkcjonowały tutaj aż do końca II wojny światowej a miejsce to było szeroko znane i rozpoznawane wśród kuracjuszy z Niemiec.
W grudniu 1940 r. źródło zostało sprzedane przez państwo zarządowi miasta Bolków.
W 1946 roku wprowadzono urzędowo nazwę Bolków Zdrój.
W czasach PRL na terenie Starych Rochowic miało powstać uzdrowisko. Wczesne plany zakładały 3-etapową realizację budowy uzdrowiska, które miało powstać do 1985 r. W 1975 r. miały być oddane pierwsze obiekty lecznicze. Powstały wtedy także plany obiektów uzdrowiskowych oraz makiety.

## Stan obecny uzdrowiska
W latach 1974–2005 obszar ten był objęty niektórymi przepisami ustawy uzdrowiskowej. Powstanie uzdrowiska wpisano także w Programie Rozwoju Turystyki Województwa Dolnośląskiego na lata 2007–2013 w pozycji Rozwój nowych obszarów dla turystyki uzdrowiskowej. Obecnie władze miasta czekają na inwestora, który chciałby zagospodarować te tereny.

## Geologia
Strefa występowania wód występuje w pobliżu tektonicznego styku czerwonego spągowca (perm) który składa się głównie ze zlepieńców, piaskowców, czerwonych łupków i skał wylewnych (ze zmetamorfizowaną serią osadową wieku staropaleozoicznego masywu Gór Kaczawskich.

## Woda mineralna
Ujęcie wody dawniej było znane jako Łąkowy Zdrój, później stosowano nazwę Źródło Jadwigi. Woda ta jest określana jako alkaiczno-glauberska, do tej pory zostało potwierdzone istnienie trzech tego typu źródeł w Europie (pozostałe to Vichy i Karlovy Vary). Jest to woda typu szczaw wodorowęglanowo-siarczanowo-sodowo-wapniowo-magnezowych. Udokumentowana w tamtym czasie wydajność złoża wynosiła 0,76 m³/h. W ekspertyzach z tamtego okresu wpisano zastosowanie wód przy chorobach układu pokarmowego i właśnie z tego powodu była stosowana przez niemieckich kuracjuszy.
W latach 60. wykonano tutaj dwa płytkie ujęcia (Bolkow I, Bolkow II) oraz pięć odwiertów o głębokości do 80 m. Właśnie wtedy Rada Ministrów nadała wsi nazwę Bolków Zdrój.